# Basantapur (Baitadi)
Basantapur (nep. वसन्तपुर) – gaun wikas samiti w zachodniej części Nepalu w strefie Mahakali w dystrykcie Baitadi. Według nepalskiego spisu powszechnego z 2011 roku liczył on 512 gospodarstw domowych i 2557 mieszkańców (1443 kobiety i 1114 mężczyzn).